# Kanton Goncelin
Goncelin ist ein ehemaliger, bis 2015 bestehender französischer Wahlkreis im Arrondissement Grenoble, im Département Isère und in der Region Rhône-Alpes. Sein Hauptort war Goncelin. Vertreter im conseil général des Départements war ab 1989 Charles Bich (PS).

## Gemeinden
Der Kanton umfasste zwölf Gemeinden:
| Gemeinde             | Einwohner Jahr | Fläche km² | Bevölkerungsdichte | Code INSEE | Postleitzahl |
| -------------------- | -------------- | ---------- | ------------------ | ---------- | ------------ |
| Les Adrets           | 960 (2013)     | 16,15      | 59 Einw./km²       | 38002      | 38190        |
| Le Champ-près-Froges | 1219 (2013)    | 4,83       | 252 Einw./km²      | 38070      | 38190        |
| Le Cheylas           | 2665 (2013)    | 8,44       | 316 Einw./km²      | 38100      | 38570        |
| Froges               | 3362 (2013)    | 6,43       | 523 Einw./km²      | 38175      | 38190        |
| Goncelin             | 2269 (2013)    | 14,36      | 158 Einw./km²      | 38181      | 38570        |
| Hurtières            | 177 (2013)     | 3,35       | 53 Einw./km²       | 38192      | 38570        |
| Morêtel-de-Mailles   | 448 (2013)     | 6,71       | 67 Einw./km²       | 38262      | 38570        |
| La Pierre            | 514 (2013)     | 3,31       | 155 Einw./km²      | 38303      | 38570        |
| Pontcharra           | 7320 (2013)    | 15,58      | 470 Einw./km²      | 38314      | 38530        |
| Saint-Maximin        | 638 (2013)     | 10,35      | 62 Einw./km²       | 38426      | 38530        |
| Tencin               | 1781 (2013)    | 6,75       | 264 Einw./km²      | 38501      | 38570        |
| Theys                | 1975 (2013)    | 35,77      | 55 Einw./km²       | 38504      | 38570        |